# Навколо кабінки
"Навколо кабінки" (фр. Autour d'une cabine; повна назва Autour d'une cabine ou Mésaventures d'un copurchic aux bains de mer) — німий короткометражний мультфільм режисера Еміля Рено. Для створення мультфільму в 1893 році було рукою намальовано 636 кадрів. Мультфільм демонструвався з грудня 1894 до березня 1900 року в музеї Гревен, Франція.

## Сюжет
Фільм складається з ряду сцен на пляжі з двома рядами кабінок для перевдягання і трампліном для стрибків у воду. Двоє персонажів пірнають у воду з трампліна, а потім з'являються на пляжі. Жінка починає грати з невеликою собакою, а потім до неї приєднується чоловік. Двоє людей грають на пляжі, після чого переодягаються в купальні костюми і входять у воду. Вони гойдаються на хвилях, після чого випливають за межі кадру. Після цього пропливає чоловік на човні.